# Achyronia
Achyronia es un género de plantas con flores con 33 especies perteneciente a la familia Fabaceae.  Comprende 153 especies descritas y de estas, solo 137 aceptadas.

## Taxonomía
El género fue descrito por  Royen ex L.  y publicado en Opera Varia 243. 1758.  La especie tipo es: Aspalathus callosa L.

## Especies seleccionadas
- Achyronia abietina (Thunb.) Kuntze
- Achyronia acanthes (Eckl. & Zeyh.) Kuntze
- Achyronia aciphylla (Harv.) Kuntze
- Achyronia aculeata (Thunb.) Kuntze
- Achyronia acuminata (Lam.) Kuntze
- Achyronia aemula (E. Mey.) Kuntze
- Achyronia affinis (Thunb.) Kuntze
- Achyronia agardhiana (DC.) Kuntze